# 汪菊潜
汪菊潜（1906年12月29日—1975年2月27日）是一位中国铁路桥梁工程专家。

## 生平
祖籍安徽省休宁县，1906年出生于上海。1926年以第一名的成绩毕业于唐山交通大学（今西南交通大学）土木系。1927年1月，被交通部派往美国康奈尔大学学习，一年后获硕士学位，入美国的桥梁公司实习。1930年6月，放弃高薪职位，回国到铁道部工作。1934年，主动要求调到粤汉铁路参与修建株（株洲）韶（韶关）段，任分段长、副工程司。1936年6月竣工，优异的工程质量受到铁道部长孙科的表扬。1936年，调任铁道部工务司技正。日军侵占南京后，随部迁至汉口，后在云南滇缅铁路工程局、叙昆铁路工程局、四川綦江铁路工程处任职。1944年，在重庆受茅以升聘请，任中国桥梁公司副总工程师。1945年曾被交通部派去美国考察铁路一年。后任中国桥梁公司上海分公司经理兼总工程师。1949年8月，任上海铁路局工务处长，1950年，任铁道部工程总局副局长。1954年，任武汉长江大桥工程局总工程师。1957年选聘为中国科学院院士（学部委员）1958年，任铁道部科学技术会议副主席，铁道部科学技术委员会副主任。1959年，任铁道部副部长。同年参加修建人民大会堂，担任结构组联系人。1960年，主持全国铁路新线建设工作。1960年8月，查出肝炎；“文化大革命”中，病情加重，转成肝癌。1975年2月26日，因肝癌去世，享年68岁。